# Padre nuestro (pel·lícula)
Padre nuestro és una pel·lícula dramàtica espanyola de 1985 dirigida per Francisco Regueiro. Va ser la seva primera pel·lícula després de deu anys d'inactivitat. El 2011 fou designada "Pel·lícula d'Or" al Festival de Màlaga. Fou exhibida a la secció Un Certain Regard del 38è Festival Internacional de Cinema de Canes.

## Argument
A un cardenal espanyol (Fernando Rey) li és diagnosticada una malaltia incurable i li queda poc temps de vida. Aleshores abandona el Vaticà, malgrat l'advertència del Papa, i torna a Espanya. Vol deixar-ho tot ben lligat abans de morir. De jove va tenir una filla, que és prostituta de luxe i alhora li ha donat una neta. Com que és preocupat per no haver pogut reconèixer legalment la seva filla, li demana al seu germà Abel, ateu convençut, que es casi amb ella.

## Repartiment
- Victoria Abril - Cardenala
- Rafaela Aparicio - Jerónima
- Luis Barbero
- Lina Canalejas
- Yolanda Cardama
- Diana Peñalver
- Emma Penella - María
- Francisco Rabal - Abel
- Fernando Rey - Cardenal
- Amelia de la Torre - Mare
- Francisco Vidal
- José Vivó - papa

## Guardons
Va obtenir el Fotogramas de Plata 1985 a la millor pel·lícula espanyola i a la millor actriu de cinema per a Victoria Abril. També va obtenir el Gran Premi de les Amèriques al Festival Internacional de Cinema de Mont-real.